# Directive 2006/24/CE sur la conservation des données

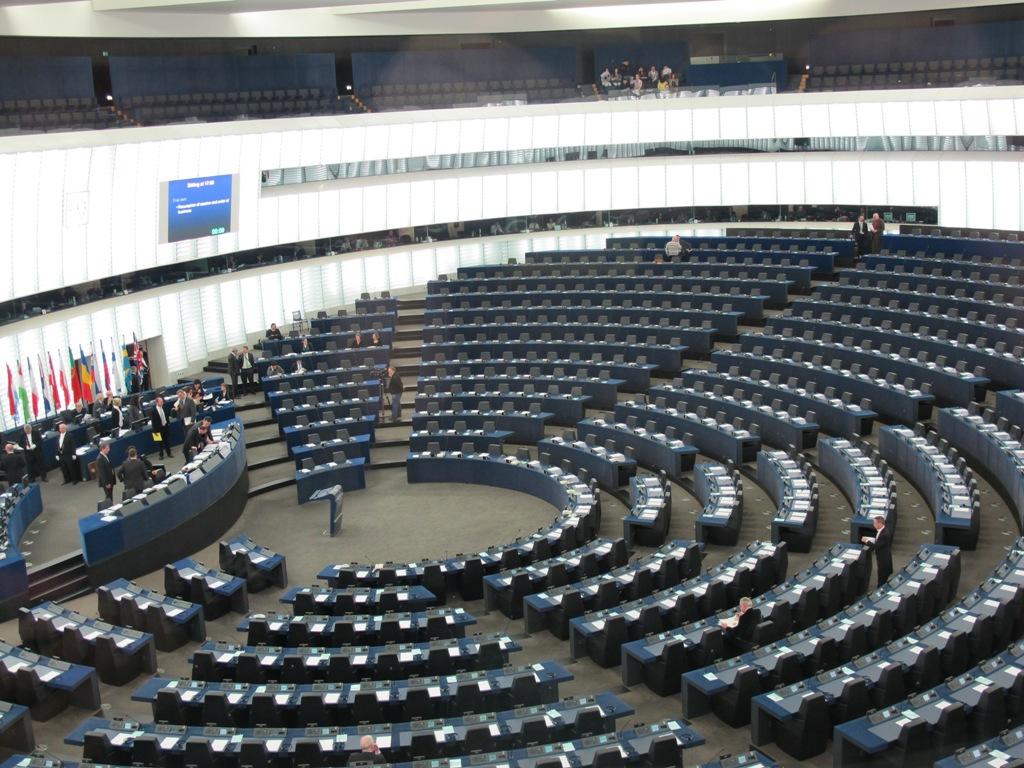
Le Parlement Européen de Strasbourg, auteur de la directive.

La directive sur la conservation des données (formellement « directive 2006/24/CE du Parlement européen et du Conseil du 15 mars 2006 sur la conservation de données générées ou traitées dans le cadre de la fourniture de services de communications électroniques accessibles au public ou de réseaux publics de communications, et modifiant la directive 2002/58/CE ») était une directive de l'Union européenne qui harmonisait partiellement les obligations des services de communication électronique en matière de conservation des données de connexion aux fins de facilitation des enquêtes pénales portant sur des infractions graves. Elle imposait notamment la conservation sur une période s'étendant de six mois à deux ans des données nécessaires pour déterminer les sources, destination, date, heure, durée, type et machine émettrice d'une communication ainsi que la localisation des équipements de communication mobile impliquée dans celle-ci. Elle a été déclarée invalide dans un arrêt rendu le 8 avril 2014 par la Cour de justice de l'Union européenne au motif qu'elle constituait une ingérence particulièrement grave, vastement ample et insuffisamment encadrée dans les droits fondamentaux garanties par les articles 7 (respect de la vie privée et familiale) et 8 (protection des données à caractère personnel) de la Charte des droits fondamentaux de l'Union européenne.

## Recommandations du Comité des libertés civiles, Justice et Affaires intérieures du Parlement européen
Le Comité des Libertés civiles, Justice et Affaires intérieures, du Parlement européen avait recommandé
- de limiter la durée de conservation des données à un an;
- de ne l'autoriser qu'en cas de mandat judiciaire et seulement pour des enquêtes visant des crimes assez importants, pouvant faire l'objet d'un mandat d'arrêt européen;
- de ne transférer les données aux autorités nationales que sur demande expresse, et au cas par cas;
- de permettre un opt-in pour les États-membres, leur permettant de ne pas conserver les données des appels sans réponse;
- d'imposer des sanctions pénales à l'utilisation illégale de ces données;
- de compenser le coût de la conservation des données pour les opérateurs privés en les dédommageant.

Ces recommandations n'ont pas été prises en compte par la Commission européenne.

## Origine de la directive: Déclaration sur la lutte anti-terroriste de 2004
L'origine de cette directive vient de la Déclaration sur la lutte antiterroriste du 25 mars 2004 du Conseil de l'UE, suivie d'une proposition conjointe, d'avril 2004, de la France, de la Suède, de l'Irlande et du Royaume-Uni d'adopter une telle directive dans le cadre du Troisième pilier, dit Justice et affaires intérieures . En juin-septembre 2005, un rapport d'Alexander Nuno Alvaro, pour le compte du Parlement européen, rejette le projet de directive en déclarant qu'elle tombe sous le Premier pilier de l'UE (marché intérieur), et relève donc de la compétence du Parlement européen (tandis que le 3e pilier est intergouvernemental). Un nouveau projet de directive, similaire, est alors présenté par la Commission et accepté par le Parlement. Le Conseil a finalement adopté en février 2006 la directive sur la conservation des données, amendant la Directive du 12 juillet 2002 sur la protection de la vie privée dans le secteur des communications électroniques. Seul l'Irlande et la Slovaquie ont voté contre.

## Invalidation par la CJUE
La Cour de justice de l'Union européenne a invalidé la directive 2006/24/CE le 8 avril 2014 parce qu'elle l'a jugée trop intrusive et sans protection suffisante pour les individus.